# قضاء صور
قضاء صور هو أحد أقضية محافظة الجنوب الثلاثة، مركزه مدينة صور التاريخية التي تقع جنوب لبنان، وهي واحدة من أقدم المدن الساحلية في حوض البحر الأبيض المتوسط. يضم قضاء صور ما يزيد عن الخمسين قرية أهمها: عيتيت، الحنية، الشهابية، الخرايب، العباسية، البازورية، برج الشمالي، جويا، الناقورة، عين بعال، دير قانون النهر، معروب، دير قانون النهر، رأس العين، حناويه، قانا، المنصوري، مجدل زون، الحلوسية، البرغلية، جوار النخل، برج رحال، جناتا، دير كيفا، سلعا وطيرفلسيه.

## التاريخ

### العصور القديمة
تأسست مدينة صور في بداية الألفية الثالثة قبل الميلاد، وكانت تتألف في الأصل من مستوطنة على البر الرئيسي ومدينة على جزيرة متواضعة تقع على مسافة قصيرة من الشاطئ. ثم أصبحت مدينة ساحلية ذات أهمية متزايدة في منطقة فينيقيا في الألفية الأولى قبل الميلاد.
ضم حيرام الأول، ملك صور، الجزيرة عن طريق الردم في القرن العاشر قبل الميلاد. وفي وقت لاحق، اتسعت المدينة بشكل أكبر من خلال طمر مساحة كبيرة من البحر. بدأ التوسع الفينيقي حوالي 815 ق.م. عندما أسس التجار من صور مدينة قرطاج في شمال أفريقيا. وفي نهاية المطاف، انتشرت مستعمراتها حول البحر المتوسط والمحيط الأطلنطي، مما جلب إلى المدينة تجارة بحرية مزدهرة.
حاصر نبوخذ نصر الثاني، ملك الإمبراطورية البابلية الحديثة، المدينة المسورة لمدة ثلاثة عشر عاماً في أوائل القرن السادس قبل الميلاد. ظلت صور صامدة، لكن من المحتمل أن سكان المدينة الرئيسية هجروها في ذلك الوقت من أجل سلامة الجزيرة. وانتهى الصراع بقبول صور للحكم البابلي.

### الفترة الهلنستية
انطلق الإسكندر الأكبر في 332 ق.م. لغزو هذه المدينة الساحلية الإستراتيجية خلال الحرب بين اليونانيين والفرس. ولما لم يتمكن من اقتحام المدينة، حاصرها لمدة سبعة أشهر. صمدت صور لكن الفاتح استخدم حطام المدينة المهجورة في البر الرئيسي لبناء جسر، وبمجرد وصوله إلى أسوار المدينة، استخدم الإسكندر آلات الحصار الخاصة به لضرب التحصينات واختراقها في النهاية.
دمر الإسكندر نصف المدينة بسبب غضبه الشديد من دفاع الصوريين وعدد رجاله القتلى في المعركة. ذُبح سكان البلدة البالغ عددهم 30 ألفاً أو بيعوا كعبيد. سقطت صور وكل سوريا القديمة تحت الحكم الروماني في 64 ق.م. ومع ذلك، استمرت مدينة صور لبعض الوقت في سك العملات الفضية الخاصة بها.

### العصر الروماني
شيد الرومان آثار عظيمة وبارزة في المدينة، بما في ذلك قناة مائية وقوس النصر وأكبر مضمار لسباق الخيل في العصور القديمة. بزغت المسيحية في تاريخ مدينة صور، حيث ورد اسم صور في العهد الجديد كثيراً. كان رئيس أساقفة صور هو رئيس جميع أساقفة فينيقيا خلال العصر البيزنطي. وفي تلك الفترة، عادت المدينة مرة أخرى لتكتسب أهمية كبيرة في المنطقة، كما يتضح من بقايا مبانيها والنقوش الموجودة في مقبرتها.

### العصر الإسلامي
استسلمت صور للجيوش الإسلامية في 634، ولم تبد المدينة أي مقاومة واستمرت في الازدهار في ظل حكامها الجدد، وكان تصدير السكر وكذلك المصنوعات المصنوعة من اللؤلؤ وصناعة الزجاج مصدراً هاماً للدخل للمدينة. حصلت صور على بعض الاستقلال تحت حكم عشيرة بني عقيل، الموالين للخلافة الفاطمية في ظل ضعف الخلافة العباسية. في ذلك الوقت كانت مدينة صور مزينة بالنافورات، وكان سوقها مليئاً بمختلف أنواع البضائع بما في ذلك السجاد والمجوهرات المصنوعة من الذهب والفضة.

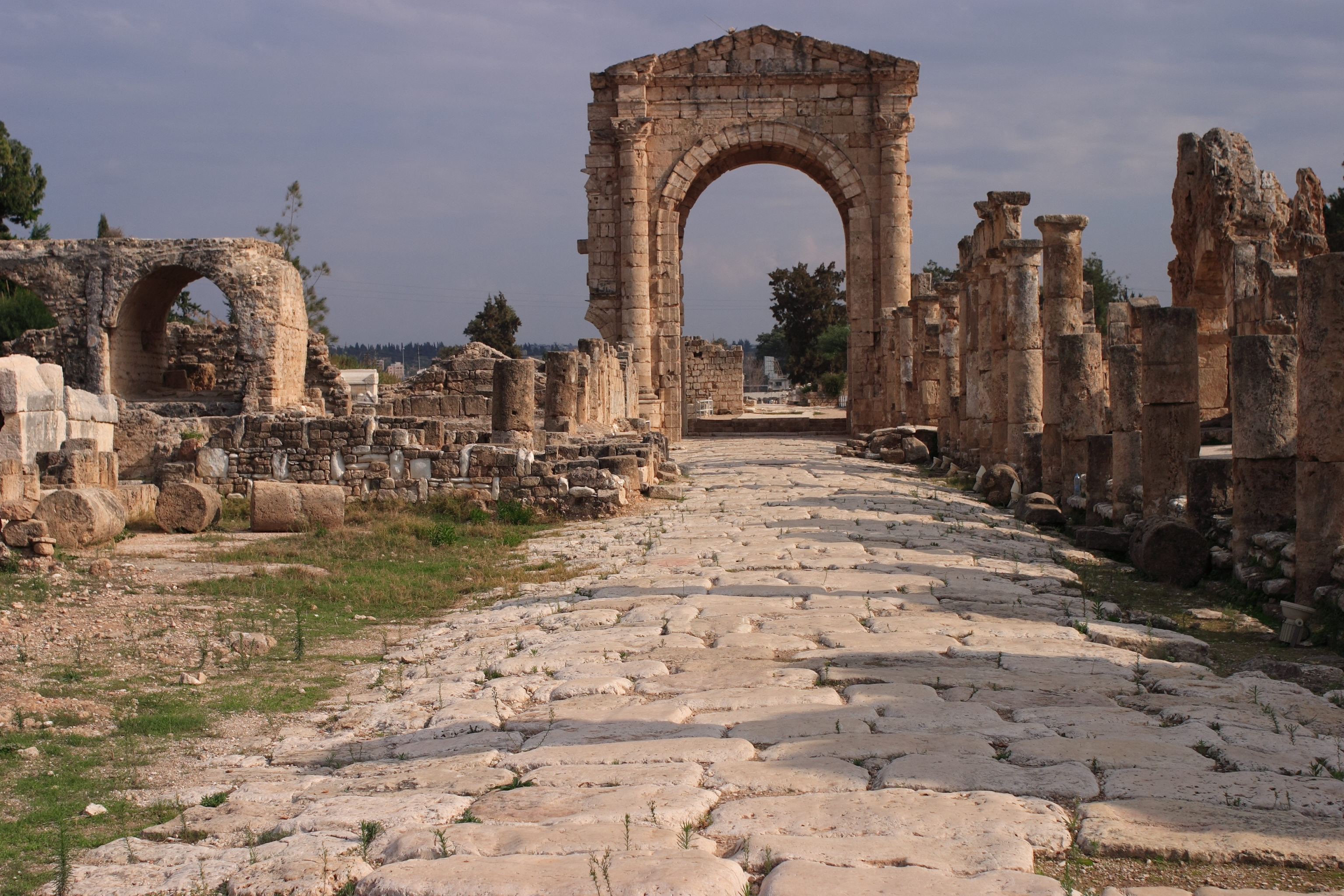
فيا رومانا، قضاء صور

احتل الصليبيون صور في 1124. ثم استعاد المماليك المدينة في 1291، بعد حوالي 180 عاماً من الحكم الصليبي،< حتى سقطت تحت سيطرة العثمانيين في بداية القرن السادس عشر.

### العصر الحديث
دُمجت صور في دولة لبنان الناشئة مع نهاية الحرب العالمية الأولى.